# スペンサー・フィッシャー
スペンサー・フィッシャー（Spencer Fisher、1976年5月9日 - ）は、アメリカ合衆国の男性総合格闘家。ノースカロライナ州カシアーズ出身。ミレティッチ・マーシャルアーツ・センター所属。

## 来歴
26歳からボクシングを始め、その後すぐに総合格闘技の練習を始めた。
2002年12月23日、アイオワ州で行われたVictory Fighting Championship（VFC）のミドル級トーナメントに出場し、全試合1ラウンドのKOまたはギブアップによる勝利で優勝を果たした。

### UFC
2005年10月3日、UFC初参戦となったUltimate Fight Night 2でチアゴ・アウベスと対戦し、三角絞めで一本勝ち。
2006年3月4日、ライト級転向初戦となったUFC 58でサム・スタウトと対戦。パンチの応酬となったが、1-2の判定負け。
2007年1月25日、UFC Fight Night: Evans vs. Salmonでエルメス・フランカと対戦し、パンチラッシュでTKO負け。ファイト・オブ・ザ・ナイトを受賞した。
2007年6月12日、UFC Fight Night: Stout vs. Fisherでサム・スタウトと再戦し、3-0の判定勝ち。ファイト・オブ・ザ・ナイトを受賞した。
2008年10月25日、UFC 90でシャノン・グジャーティと対戦し、三角絞めで一本勝ち。サブミッション・オブ・ザ・ナイトを受賞した。
2009年6月13日、UFC 99で宇野薫と対戦し、3-0の判定勝ち。10月24日、UFC 104でジョー・スティーブンソンと対戦し、グラウンドで肘打ちを連打されタップアウトにより敗れた。
2010年6月19日、The Ultimate Fighter: Team Liddell vs. Team Ortiz Finaleでデニス・シヴァーと対戦し、0-3の判定負けを喫した。10月16日、UFC 120でカート・ウォーバートンと対戦し、3-0の判定勝ちで3連敗を逃れた。
2011年2月27日、UFC 127でロス・ピアソンと対戦し、0-3の判定負けを喫した。
2012年6月22日、UFC on FX 4でサム・スタウトと対戦し、0-3の判定負け。3連敗となるもファイト・オブ・ザ・ナイトを受賞した。

## 戦績
| 総合格闘技 戦績 | 総合格闘技 戦績 | 総合格闘技 戦績 | 総合格闘技 戦績 | 総合格闘技 戦績 | 総合格闘技 戦績 | 総合格闘技 戦績 |
| --------------- | --------------- | --------------- | --------------- | --------------- | --------------- | --------------- |
| 33 試合         | (T)KO           | 一本            | 判定            | その他          | 引き分け        | 無効試合        |
| 24 勝           | 10              | 9               | 5               | 0               | 0               | 0               |
| 9 敗            | 2               | 1               | 6               | 0               | 0               | 0               |

| 勝敗 | 対戦相手                   | 試合結果                                 | 大会名                                                     | 開催年月日     |
| ×    | サム・スタウト             | 5分3R終了 判定0-3                        | UFC on FX 4: Maynard vs. Guida                             | 2012年6月22日  |
| ×    | チアゴ・タバレス           | 2R 2:51 TKO（マウントパンチ）            | UFC 134: Silva vs. Okami                                   | 2011年8月27日  |
| ×    | ロス・ピアソン             | 5分3R終了 判定0-3                        | UFC 127: Penn vs. Fitch                                    | 2011年2月27日  |
| ○    | カート・ウォーバートン     | 5分3R終了 判定3-0                        | UFC 120: Bisping vs. Akiyama                               | 2010年10月16日 |
| ×    | デニス・シヴァー           | 5分3R終了 判定0-3                        | The Ultimate Fighter: Team Liddell vs. Team Ortiz Finale   | 2010年6月19日  |
| ×    | ジョー・スティーブンソン   | 2R 4:03 ギブアップ（グラウンドの肘打ち） | UFC 104: Machida vs. Shogun                                | 2009年10月24日 |
| ○    | 宇野薫                     | 5分3R終了 判定3-0                        | UFC 99: The Comeback                                       | 2009年6月13日  |
| ○    | シャノン・グジャーティ     | 3R 3:56 三角絞め                         | UFC 90: Silva vs. Cote                                     | 2008年10月25日 |
| ○    | ジェレミー・スティーブンス | 5分3R終了 判定3-0                        | The Ultimate Fighter: Team Rampage vs. Team Forrest Finale | 2008年6月21日  |
| ×    | フランク・エドガー         | 5分3R終了 判定0-3                        | UFC 78: Validation                                         | 2007年11月17日 |
| ○    | サム・スタウト             | 5分3R終了 判定3-0                        | UFC Fight Night: Stout vs. Fisher                          | 2007年6月12日  |
| ×    | エルメス・フランカ         | 2R 4:03 TKO（スタンドパンチ連打）        | UFC Fight Night: Evans vs. Salmon                          | 2007年1月25日  |
| ○    | ダン・ローゾン             | 1R 4:38 TKO（スタンドパンチ連打）        | UFC 64: Unstoppable                                        | 2006年10月14日 |
| ○    | マット・ワイマン           | 2R 1:43 KO（跳び膝蹴り）                 | UFC 60: Hughes vs. Gracie                                  | 2006年5月27日  |
| ×    | サム・スタウト             | 5分3R終了 判定1-2                        | UFC 58: USA vs. Canada                                     | 2006年3月4日   |
| ○    | ランディ・ハウアー         | 1R 4:19 三角絞め                         | Battle at the Boardwalk                                    | 2006年2月17日  |
| ○    | アーロン・ライリー         | 1R終了時 TKO（ドクターストップ）         | Ultimate Fight Night 3                                     | 2006年1月16日  |
| ○    | チアゴ・アウベス           | 2R 4:43 三角絞め                         | Ultimate Fight Night 2                                     | 2005年10月3日  |
| ○    | ヘンリー・マタモロス       | 1R 2:48 TKO（マウントパンチ）            | SuperBrawl 40                                              | 2005年4月30日  |
| ○    | カイル・ワトソン           | 1R 0:33 KO（パンチ）                     | Courage Fighting Championships 2                           | 2005年3月26日  |
| ○    | ティム・ミーンズ           | 1R 1:44 三角絞め                         | IFC: Eve of Destruction                                    | 2005年3月5日   |
| ○    | ジョン・ストローン         | 2R 3:32 三角絞め                         | VFC 8: Fallout                                             | 2004年11月27日 |
| ○    | ショーン・マッコーリー     | 1R 1:42 KO（パンチ連打）                 | Xtreme Kage Kombat                                         | 2004年8月7日   |
| ×    | カーロ・プラター           | 5分3R終了 判定0-3                        | Freestyle Fighting Championships 9                         | 2004年5月14日  |
| ○    | ジョシュ・ニアー           | 5分5R終了 判定2-1                        | VFC 7: Showdown                                            | 2004年3月6日   |
| ○    | エディ・エリス             | 2R 3:10 腕ひしぎ十字固め                 | IFC: Battleground Tahoe                                    | 2004年1月31日  |
| ○    | ダリル・グスミラー         | 2R 2:45 腕ひしぎ十字固め                 | ICC 2: Rebellion                                           | 2003年4月18日  |
| ○    | カート・アイルマン         | 1R 1:42 KO（パンチ）                     | Extreme Challenge 49                                       | 2003年2月8日   |
| ○    | ジョナサン・スピアーズ     | 1R 1:02 TKO（パンチ連打）                | Tuesday Night Fights                                       | 2002年12月17日 |
| ○    | アダム・コッペンヘイヴァー | 1R 3:54 TKO（パンチ連打）                | VFC 3: Total Chaos 【ミドル級トーナメント 決勝】           | 2002年11月23日 |
| ○    | ティム・パーマー           | 1R 0:57 TKO（パンチ連打）                | VFC 3: Total Chaos 【ミドル級トーナメント 準決勝】         | 2002年11月23日 |
| ○    | デイブ・グリース           | 1R 4:28 チョークスリーパー               | VFC 3: Total Chaos 【ミドル級トーナメント 1回戦】          | 2002年11月23日 |
| ○    | ライアン・ヘッカート       | 1R 2:54 腕ひしぎ十字固め                 | VFC 2: Bragging Rights                                     | 2002年8月17日  |

## 獲得タイトル
- VFC 3ミドル級トーナメント 優勝（2002年）

## 表彰
- UFC ファイト・オブ・ザ・ナイト（3回）
- UFC サブミッション・オブ・ザ・ナイト（1回）